# Успение Богородично (Пирдоп)
Вижте пояснителната страница за други значения на Успение Богородично.
Храм „Свето Успение Богородично“ е българска православна църква в град Пирдоп, част от Ловчанска епархия и център на Пирдопската духовна околия.
Според някои налични сведения, намерени в етрополския манастир „Света Троица“, за източноправославен църковен храм в Пирдоп може да се говори от времето около 1618 г. Църквата се явява като най-стария възрожденски паметник в Пирдопско. Построена е през 1819 г. във времето на султан Махмуд II върху основите на по-ранен, унищожен при пожар храм.
За наличие на църковна дейност в Пирдоп, според изследванията на краеведческа литература, направени от историка Георги Димитров, може да се говори от 1618 г. През 1817 г. родолюбиви и набожни пирдопчани се отправят с мисия в Цариград, за да измолят султански ферман за градеж на нов храм. Това е наложително, тъй като според една изрична султанска заповед от 21 октомври 1714 г. се забраняват каквито и да било промени по култовите сгради в империята или строителство на нови без специално разрешение от Високата порта. Пирдопската делегация престоява в столицата почти една година, докато получи желания документ. Според съществуващата по това време практика ферманът трябвало да бъде занесен във Видин за заверка от местните власти. Това отнело още шест месеца забавяне. Според някои данни завереният документ бива донесен в Пирдоп около Великденските празници на 1819 г.
Благодарение на дарениия и с подкрепата на всички жители на общината са събирани материали, които са струпвани на мястото на градежа. В спомените си Алипия Влайков – по-голям брат на писателя Тодор Влайков, отбелязва, че майката на баща му – Генчо Влайков, когато „била трудна (бременна) с него, носила в поли камъне за постройката на черковата. Всякой помагал, та дори и трудните жени“. Както краеведът Методи Стоянов отбелязва, че властите дали срок от 40 дни, а градежът трябвало да стане „нощем, за да не се дразни местното турско население“.
За строителството на църквата били поканени майстори от селата Смолско и Мирково, които архитектурно са следвали традициите на арбанашките църкви от XVIII в. Храмът е вкопан в земята според изискванията за височина, с просторен наос, два реда дървени колони, поддържащи сводовете. Вътрешната му украса е завършена по-късно, а най-ранните икони са от 1823 г. и са дело на известния тревненски зограф Йоаникий Папавитанов.
Иконостасът е доставен в бъчви, като в тях вместо вино били скрити различните негови части. Изработен е целият от орехово дърво, позлатен отгоре и в основите. Иконостасът е творба на майсторите от Дебърската художествена школа Макарий Фръчковски и Петре Гарката (по-точно – на техните „тайфи“; майсторите ръководели работата и изработвали най-трудните и фини детайли), бил сглобен на място; така черквата била осветена и отворена за богослужение в 1819 г.
През 1698 г. група от благочестиви ктитори закупуват за храма паметника на Етрополската школа, Протопопинския дамаскин. Сред книгите, съхранявани в църквата е открит през 1874 г. книжовния паметник от XIII век, наречен Пирдопски апостол. До средата на същият век в църквата работи Тодор Пирдопски, по професия дамаскинар, оставил след себе си и препис на Паисиевата история.
В годините до Освобождението пирдопската църква е била обект на две недоброжелателни посегателства. През 1826 г. от храма са откраднати църковна утвар, мощи и пари, а при бягството си от района при Руско-турската война през 1877 – 1878 г. църквата пак е поругана от башибозуци и черкези. Не по-малко лоши домогвания са многократните опити на ловешките владици Дионисий и Милетий (средата на XIX в.) да въведат в практиката на свещениците службите да се произнасят на гръцки език.
Храм „Свето Успение Богородично“ е обновяван през 1887 г. и основно реставриран през 1997 – 2002 г.